# Artaria
Artaria – rodzina wiedeńskich wydawców pochodzenia włoskiego i jednocześnie nazwa ich firmy wydawniczej. Firmę „Artaria” prowadzili dwaj kuzyni: Carlo Artaria (1747-1780) i Francesco Artaria (1744-1808).
Wielu wiedeńskich kompozytorów (np. Joseph Haydn, Wolfgang Amadeus Mozart) wydawało u nich swe dzieła w zapisie nutowym.